# SMPTE 259M
Lo SMPTE 259M è uno standard pubblicato dalla SMPTE che "... descrive un'interfaccia digitale seriale a 10 bit operante a 143/270/360 Mb/s." 
Lo scopo dello SMPTE 259M è di definire un'interfaccia seriale digitale (su cavo coassiale), nota nell'uso comune come SDI o SD-SDI per indicare specificatamente segnali televisivi a SDTV.
Sono definiti quattro bitrate, normalmente usati per trasferire i seguenti formati video:
| Variante     | Bitrate    | Rapporto d'aspetto | Linee totali (per quadro) | Pixel attivi | Linee attive | Cadenza |
| ------------ | ---------- | ------------------ | ------------------------- | ------------ | ------------ | ------- |
| SMPTE 259M-A | 143 Mbit/s | 4:3                | 525                       | 768          | 486          | 60i     |
| SMPTE 259M-B | 177 Mbit/s | 4:3                | 625                       | 948          | 576          | 50i     |
| SMPTE 259M-C | 270 Mbit/s | 4:3 o 16:9         | 525                       | 720          | 486          | 60i     |
| SMPTE 259M-C | 270 Mbit/s | 4:3 o 16:9         | 625                       | 720          | 576          | 50i     |
| SMPTE 259M-D | 360 Mbit/s | 16:9               | 525                       | 960          | 486          | 60i     |